# Jenny (elefant)
Jenny va ser un elefant asiàtic conegut per contribuir en el bàndol alemany durant la Primera Guerra Mundial.

## Biografia
Aquest paquiderm, probablement provinent de Sri Lanka, va arribar l'any 1904 al zoològic d'Hamburg dirigit per Carl Hagenbeck. Durant la Gran Guerra, Jenny va ser transportada amb tren al nord de França el 26 de gener de 1915 per iniciativa de l'oficial que estava a càrrec del Kommandantur a Avesnes en el departament Nord. El seu conductor, incorporat a la marina en 1914, va ser cridat a Avesnes per a cuidar de l'animal que va ser emprat per a empènyer vagons de carbó, tibar de l'arada i transportar llenya.
L'any 1916, Jenny va ser transportada, sempre amb tren, a Felleries, un poble especialitzat en silvicultura. Allí va participar en labors d'arrosegament i neteja als boscos limítrofs.
El 2 d'abril de 1917, l'elefant va tornar a Hamburg i va ser venut a la família circense Strassburger. Més tard va ser traslladada al Jardin d'Acclimatation de París, on va morir el febrer de 1941.
L'any 2015 es va retre homenatge a l'elefant a Felleries amb una reproducció de grandària natural de Jenny, de 4 metres de llarg i 2,5 metres d'ample, formada per una estructura d'acer recoberta de vímet.